# Diogo de Sousa (arcebispo de Évora, 1678)
Diogo de Sousa (c. 1610 – 23 de janeiro de 1678), também referido como Diego de Sousa, foi um prelado católico português, Arcebispo de Évora (1671–1678).

## Biografia
Filho do Senhor de Gouveia, Diogo de Sousa cresceu sob a proteção da Casa de Bragança. Foi nomeado Arcebispo de Évora em 19 de janeiro de 1671 e ordenado bispo em 5 de julho do mesmo ano. Sua nomeação pôs fim a um longo período de vacância da arquidiocese, causado pela demora da Santa Sé em reconhecer a Restauração da Independência de Portugal. Serviu como arcebispo por 6,5 anos até sua morte em 23 de janeiro de 1678.